# Abd ar-Ra’uf ar-Rawabida
Abd ar-Ra’uf ar-Rawabida (ar. عبد الرؤوف الروابدة, ur. 1939 w Irbidzie) – jordański polityk, premier Jordanii od marca 1999 do czerwca 2000.

## Życiorys
W latach 70. XX wieku był jednym z polityków jordańskich opowiadających się za rezygnacją Jordanii do pretensji do utraconego w wojnie sześciodniowej Zachodniego Brzegu Jordanu, by zapewnić krajowi stabilność. Równocześnie grupa ta uznawała, że Jordania powinna uznać Organizację Wyzwolenia Palestyny za reprezentanta ludności palestyńskiej na ziemiach pod izraelską okupacją. W zamian zaś OWP miałaby powstrzymać się od ataków na państwo jordańskie i króla Husajna.
Był burmistrzem Ammanu.
W 1999 król Abd Allah II mianował ar-Rawabidę nowym premierem Jordanii po zdymisjonowaniu Fajiza at-Tarawiny. Jako premier ar-Rawabida według niektórych źródeł przeciwstawiał się liberalizacji krajowej gospodarki, wdrażanej od początku lat 90. według zaleceń Międzynarodowego Funduszu Walutowego. Z tego powodu popadł w konflikt z Szefem Dworu Królewskiego Abd al-Karimem al-Kabaritim, który popierał liberalizację i sam wdrażał ją, będąc szefem rządu. Inne źródło wskazuje, że premier był zwolennikiem reform gospodarczych. Ar-Rawabidzie zarzucano również tolerowanie korupcji i nepotyzmu, chociaż zapowiadał on, że chce walczyć z korupcją i wyprowadzić jordańską gospodarkę ze stagnacji. Jego rząd uzyskał wotum zaufania 8 kwietnia 1999; przeciwko utworzeniu gabinetu głosowały deputowani lewicy oraz organizacji islamskich. W tym samym miesiącu w Jordanii zlikwidowana została cenzura mediów, zaś we wrześniu zliberalizowano prawo prasowe.
W czerwcu 2000 król Abd Allah II zdymisjonował premiera i powołał na nowego szefa rządu zdecydowanego zwolennika neoliberalizmu Alego Abu ar-Raghiba.
W 2013 został przewodniczącym jordańskiego Senatu.